# Nagyszénási Parkfürdő
A Nagyszénási Parkfürdő egy termálvizes fürdő Nagyszénáson, Békés vármegyében. A víz nagyjából 3000 méter mélyről érkezik a hűtőházba, ahol 96 °C-ról hűtik le 36-38 °C-ra.

## Története
Eredetileg kőolajat kerestek a község belterületén, de végül forróvíz tört fel. Ekkor még nem óhajtották hasznosítani azt, majd miután a helyi szakemberek megvizsgálták, rájöttek, hogy gyógyhatású anyagokban gazdag víz. 1959-ben kezdődtek el a munkálatok, majd 1964-ben nyitották meg az első medencéket. A fürdőépületek (öltözők, fedett medencék és orvosi központ) két év múlva készültek el. Rövidesen hatalmas hírnévre tett szert az akkor még Park Fürdő névre hallgató komplexum. Rengeteg turista jött az akkori NDK-ból, majd később az újraegyesült Németország-ból, Hollandiából. Az ő részükre különítették el a Park Camping területét, mely a fürdő portájának déli végében kapott helyet. Felépült a Park Étterem, mely akkoriban a környék legnívósabb éttermének számított.

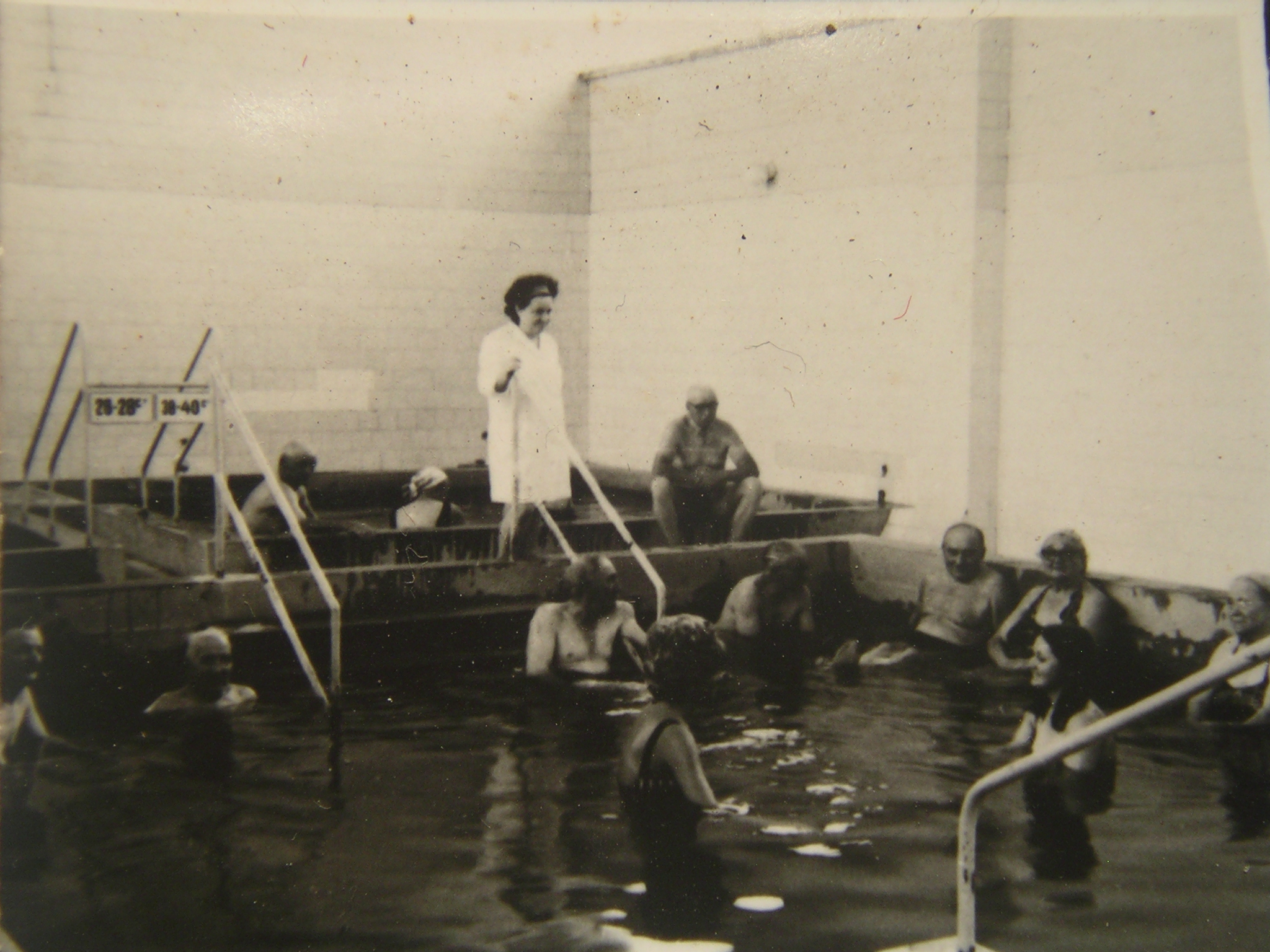
A fürdő fedett orvosi részlege (archív fotó)

A rendszerváltás után a fürdő lassan hanyatlásnak indult. Az önkormányzat eladta egy vállalkozónak, aki egy arab milliárdostól vett fel nagy összeget a felújításra, majd a bevétellel lelépett. A 2000-es évekre már csak a termálvizes medence üzemelt (csakis a kiváltságosoknak, akik beléphettek a fürdőbe), majd 2001-ben a fürdő teljesen bezárt. Az épületek az enyészeté lettek, a medencékbe békák költöztek.
2014-ben az önkormányzat nyert pályázatot a víz hasznosítására. Ennek bónuszaként épült fel az új fürdő, a Nagyszénási Parkfürdő,  melynek átadója 2015. végén volt. Azóta kisebb-nagyobb beruházásokkal fejlesztik a fürdőt, melyet számos helyi szervezet és alapítvány is támogat.

## Termálvíz
A közel háromezer méter mélyről felszínre törő 96 °C fokos víz alkáli- hidrogén- karbonátos, oldott szénhidrogénekben gazdag hévíz, mely fluoridiont és jodidiont is tartalmaz. Kiválóan alkalmas ízületi, rheumás és nőgyógyászati megbetegedések kezelésére. 
| Kationok  | Mennyiség (mg/l) | Anionok           | Mennyiség (mg/l) |
| --------- | ---------------- | ----------------- | ---------------- |
| Nátrium   | 1400             | Nitrit            | <0,02            |
| Kálium    | 37,1             | Nitrát            | <1               |
| Ammónium  | 17,8             | Klorid            | 458              |
| Kalcium   | 8,8              | Szulfát           | 40               |
| Magnézium | 6,9              | Karbonát          | 36               |
| Vas       | 96               | Hidrogén-karbonát | 3099             |
| Mangán    | 4                | Hidroxil          | <2               |
| Összesen  | 5104,51          |                   |                  |

A víz összetételére vonatkozó adatok 2022-ből származnak.

## Medencék
- Strandmedence: 25 m hosszú, 4 sávos, 70-150 cm mély medence
- Tornamedence: 36-38 °C-os termálvizes medence
- Ülőmedence: 36-38 °C-os termálvizes medence ülőhelyekkel
- Gyermekmedence: gyerekpancsoló élményelemekkel

## Szolgáltatások
- Finn szauna
- Masszázs
- Fitneszpark
- Lábtenisz pálya
- Strandröplabda pálya